# العلوية الأناضولية
العلوية الأناضولية ((بالتركية: Alevîlik) أو (بالتركية: Anadolu Alevîliği)) هي طائفة محلية توفيقية ويتبع علويو الأناضول التعاليم الصوفية الباطنية وتعاليم الحاج الولي بكتاش الذي عاش في القرن الثالث عشر. يتواجد علويو الأناضول في تركيا بشكل أساسي بين الأتراك والأكراد، ويشكلون ما بين 10% من سكان تركيا، بذلك فهم ثاني أكبر طائفة في تركيا بعد أهل السنة والجماعة.

## الاسم
يُستخدم مصطلحا العلوية أو العلويون (بالتركية: Aleviler)، في تركيا للإشارة إلى طوائف الشيعة كافة، مثل: العلوية وهم علويو الشام والإسكندرونة، الجعفرية، الإسماعيلية، النزارية، الكيسانية، القرامطة، القزلباش، والباميرية، بينما العلوية الأناضولية تختلف عن الشيعة، خاصة عن الطائفة العلوية المنتشرة والمعروفة في بلاد الشام.

## خلفية
بعد وفاة النبي محمد، نشأ خلاف حول خليفته الشرعي. انقسم المجتمع الإسلامي إلى السنة والشيعة. في الوقت نفسه، تم تسمية الأشخاص الذين وقفوا مع علي باسم العلويين. لذلك، يستخدم بعض المؤلفين المذهب الشيعي بشكل مترادف مع العلوية. ومع ذلك، فالعلويون ليسوا شيعة جعفرية اثنى عشرية،  وعلى الرغم من أنهم يشتركون في بعض المعتقدات الشائعة مع الشيعة الإثني عشرية، إلا أن طقوسهم وممارساتهم تختلف تمامًا عن الشيعة. وهكذا فإن العلوية تشتمل على معتقدات تركية كانت موجودة خلال القرن الرابع عشر والتي اختلطت مع بعض معتقدات الشيعة والمعتقدات الصوفية التي تبنتها بعض القبائل التركية، على غرار وجهة النظر الصوفية التي كانت لدى الصفويين الأوائل، وفي وقت لاحق امتزجت مع السنة.

## الطقوس
بعض الاختلافات التي تميز العلويون عن باقي المذاهب الإسلامية هي استخدام بيوت الجمع بدلاً من المساجد؛ ومراسم العبادة التي تتميز بالموسيقى والرقص، ويشارك بها كل من الرجال والنساء؛ عدم الالتزام بالصلوات الخمس، أو رمضان، ولا الحج (معتبرين أن الحج الحقيقي هو حج داخلي). وإن كان البعض منهم يقوم بتأدية الحج إلى مكة . العلويون لديهم بعض الصلات مع الشيعة الاثني عشرية (مثل: أهمية أهل البيت، ويوم عاشوراء، وإحياء محرم، وذكرى كربلاء)، ولكن لا يتبعون تقليد المرجعيات الدينية. وتنشأ بعض ممارسات العلوية الاناضولية من العناصر الصوفية البكتاشية.